# Floyd Cardoz
Floyd Cardoz, född 2 oktober 1960 i Bombay i Indien, död 25 mars 2020 i Montclair i New Jersey i USA, var en indisk-amerikansk kock och krögare.
Innan han blev kock arbetade han som biokemist Han studerade vid restaurangskolor i Indien och Schweiz. Han arbetade i Gray Kunzs restaurang Lespinasse.
Han drev restaurangen Tabla tillsammans med Danny Meyer. 1998–2010  New York. Han drev även restaurangen North End Grill tillsammans med Meyer,. Cardoz öppnade fler restauranger både i Indien och USA.
2006 släppte han kokboken One Spice, Two Spice.
2011 vann han tredje säsongen av reality TV-serien Top Chef Masters.
Floyd Cardoz lades in på sjukhus, på grund av Covid-19-symptom,  efter en resa till Indien. Han återkom till USA 8 mars 2020, och avled 25 mars 2020 på ett sjukhus i New York. Han efterlämnade maka, och tre söner.